# Charles Anderson Dana
Charles Anderson Dana (Hinsdale, Nuevo Hampshire; 8 de agosto de 1819 - Long Island, Nueva York; 3 de marzo de 1899) fue un periodista y escritor estadounidense partidario del abolicionismo. En la guerra de secesión sirvió de enlace entre el general Ulysses S. Grant y el Departamento de Guerra. 

## Biografía

### Primeros años
Nacido en Nuevo Hampshire, descendía de Richard Dana que emigró a los Estados Unidos en el siglo XVII. Era el mayor de los cuatro hijos de Anderson Dana y su primera esposa Ann Denison. Al morir su madre, cuando él tenía diez años, se marchó con su tío donde entró en el colegio y mostró gran habilidad con el latín. Al cumplir los doce años, su tío lo mandó a Buffalo para trabajar en el negocio de otro tío. Allí entró en contacto con los indios de la Confederación iroquesa y se interesó en aprender su idioma. En 1837 quebraba el negocio de su tío. Tras ello comienza a prepararse para acceder a la Universidad y a estudiar. 
Dos años después ingresaba en la Universidad de Harvard, pero problemas visuales le obligaron a abandonar la universidad en 1841. Desde septiembre de 1841 hasta marzo de 1846 vivió en Brook Farm (Boston), experimento trascendentalista del ministro exunitario George Ripley, donde fue nombrado uno de los administradores de la granja. Al convertirse la granja en un falansterio de corte fourierita se convirtió en jefe de camareros y en 1846 pasó a estar a cargo de las finanzas. En esta época también colaboró con la publicación The Harbinger. En 1846 se casó con Eunice Macdaniel la cual conoció en Brook Farm donde residirán por unos meses hasta que emigraron a New York.

### Carrera como periodista
Desde  1844, Dana venía escribiendo y editando en el Boston Chronotype, un periódico independiente famoso por su la lucha contra la esclavitud, los derechos de las mujeres, la eliminación de aranceles y otras cuestiones políticas y sociales. Estuvo escribiendo en el periódico de Elizur Wright III durante dos años. 
En 1847, se unió al New York Tribune y se marchó a Europa desde donde escribirá artículos y cartas sobre las distintas Revoluciones de 1848 para el periódico neoyorquino. En esa época entra en contacto con Karl Marx que por aquel entonces también trabajaba para el mismo periódico.
A su vuelta a Estados Unidos en 1849 se convierte en propietario y editor en jefe del periódico. Desde esa posición se compromete activamente con la causa abolicionista dando una orientación política a la publicación de Horace Greeley que en aquel momento era confusa e indecisa. El trabajo de Dana influyó en el alcance que tuvo el diario durante la década anterior a la Guerra Civil.

### Guerra de secesión
El primer año de la guerra, las ideas de Greeley y de Dana estuvieron enfrentadas por lo que la junta directiva del Tribune pidió la dimisión de Dana en 1862 aparentemente debido a este desacuerdo y a las amplias diferencias temperamentales entre él y Greeley.

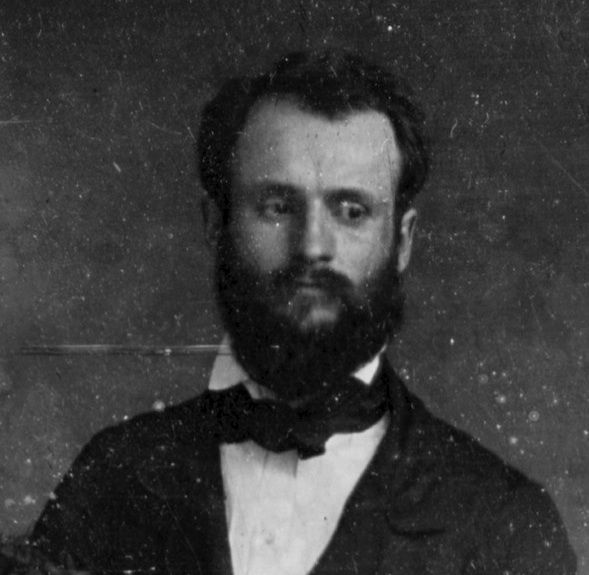
Dana en la época de jefe en el New-York Tribune

Al dejar el periódico, el Secretario de Guerra de los Estados Unidos Edwin Stanton lo nombró comisionado especial del Departamento de Guerra durante la Guerra Civil. Una vez en el comisionado, Dana descubrió fraudes cometidos por la Intendencia y los contratistas. Dana estuvo mucho tiempo en el frente desde donde mandaba informes a Stanton sobre los métodos y capacidades de los generales en la batalla. Dana estuvo presente en la campaña de Vicksburg, la batalla de Chickamauga y la campaña de Chattanooga. Pasó mucho tiempo con el general Ulysses S. Grant para saber si eran ciertos los rumores de su alcoholismo. Según escribió el historiador John D. Winters en los informes de Dana, consideraba a Grant como "modesto, honesto y juicioso [...] no era un hombre original ni brillante, sino sincero, reflexivo, profundo y con talento [...] y aunque callado e instrospectivo, le encantaban las historias de humor y la compañía de sus amigos".
En su estancia en el frente también observó el creciente problema de los especuladores del algodón, que a menudo se adentraban en territorio enemigo con el propósito de comerciar o colaborar con los rebeldes. Dana advirtió al presidente Abraham Lincoln y a Stanton la necesidad de detener el comercio de algodón y toda actividad relacionada. Según palabras del propio Dana, el general Grant estaba totalmente de acuerdo con esa decisión. Instó a colocar al general Grant de general en jefe del ejército de la Unión, lo que Lincoln hizo el 2 de marzo de 1864. Con la probable excepción de John Aaron Rawlins, Dana tuvo una mayor influencia sobre la carrera militar de Grant que cualquier otro político o militar. De vuelta a Washington fue nombrado Subsecretario de Guerra, cargo que ocuparía desde 1863 a 1865.

### Vuelta al periodismo
Al finalizar la guerra, Dana vuelve a la actividad periodística. De 1865 a 1866 trabajará en el Chicago Republican de John Bunn. A partir de 1968 se convierte en editor y copropietario del The Sun, del que mantendrá el control hasta su fallecimiento. La nueva política del periódico pasó a ser:

Estudiará la condensación, la claridad, el punto y se esforzará en presentar su fotografía diaria de los acontecimientos del mundo entero de la manera más luminosa y vivaz

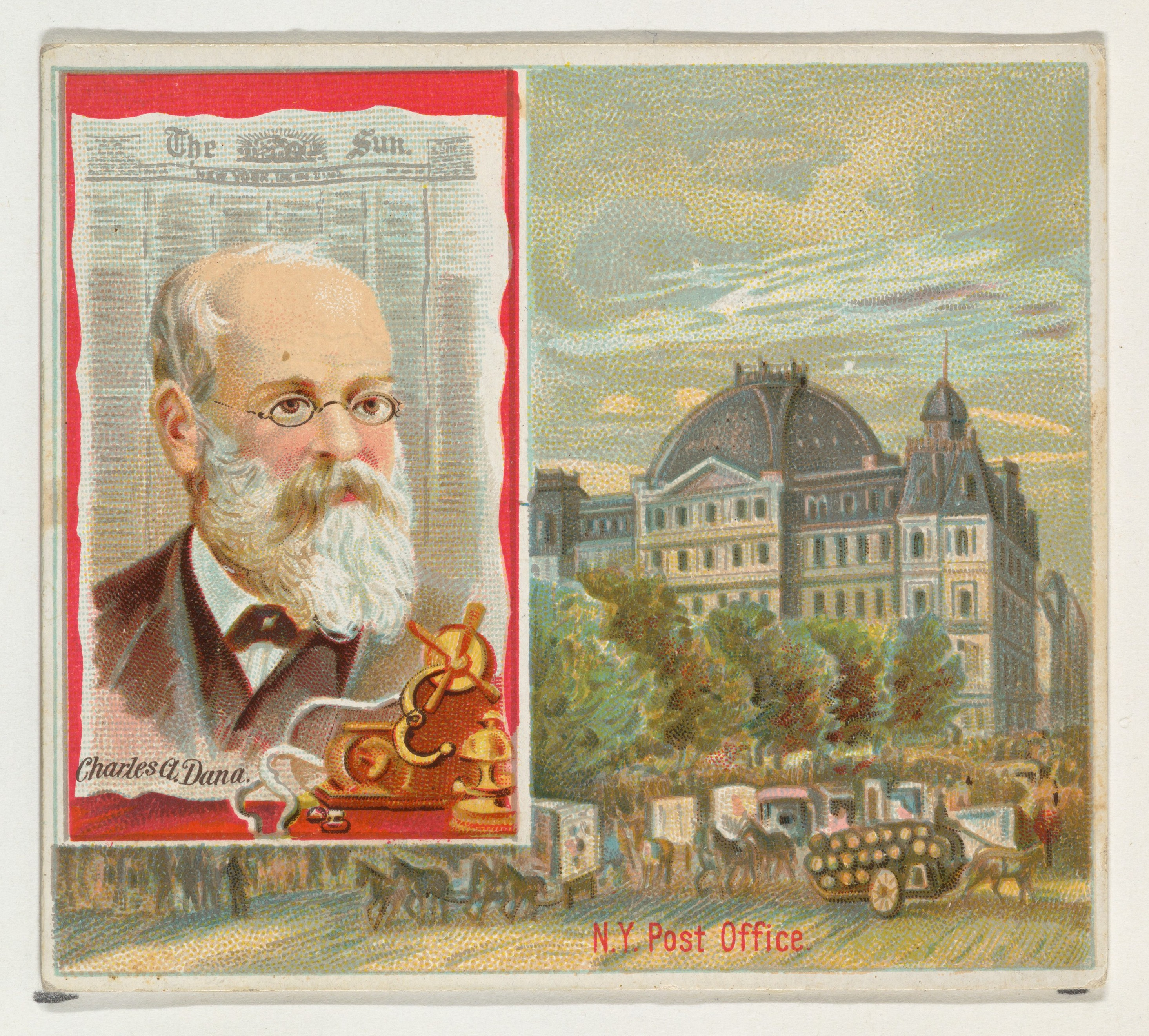
Dana, de the American Editors series, 1887

Bajo su control The Sun se opuso a la destitución del presidente Andrew Johnson (demócrata), apoyó a Ulysses S. Grant (republicano) para la presidencia en 1868, al que luego criticaría duramente; y en 1872 participó en la revuelta republicana liberal e instó al nombramiento de Greeley del Partido Republicano liberal.
Bajo su mandato, The Sun se convirtió un periódico demócrata, independiente y franco en la expresión de sus opiniones sobre los asuntos que atañían a cualquiera de los partidos. Las críticas a Grant como presidente le llevaron a ser acusado de difamación y a querer ser juzgado sin jurado en un tribunal de Washington. Se presentó una solicitud al Tribunal de Distrito de los Estados Unidos en Nueva York para obtener una orden de deportación, pero el juez Samuel Blatchford, más tarde magistrado de la Corte Suprema, rechazó la orden por inconstitucional. 
La circulación del diario alcanzó alrededor de los 150 000, pero con la llegada de Joseph Pulitzer y su New York World afectó profundamente la circulación de The Sun. Dana era un editor muy anticuado que desconfiaba de Linotype y no dependía de la publicidad.
En palabras del historiador Allan Nevins, Dana había pasado de ser en su juventud un trascendentalista "ardiente, franco, abierto, confiado, creyente en la posibilidad de realizar una sociedad ideal en la tierra" a ser "un cínico envejecido [...] luchó con uñas y dientes contra la reforma del servicio civil [...]Creía en la expansión de la república estadounidense mediante el acaparamiento masivo de tierras.[...] Era opuesto a los principales objetivos del movimiento obrero [...] La mitad del tiempo él y The Sun estuvieron del lado de los peores políticos de Tammany y en contra de los movimientos reformistas en el gobierno de la ciudad (New York)". The Sun había abandonado su clientela original de clase trabajadora y ahora era un firme partidario de la comunidad empresarial conservadora.

## Obra literaria
Mientras vivía en Brook Farm entre 1842 y 1846 escribió para la gaceta del falansterio y en el The Harbinger una serie de poemas. Algunos de los publicados en este último tuvieron un cierto recorrido. Hay una buena razón para creer que el mismo Dana se deshizó de ellos finalmente pues ninguno de ellos fue editado en el American Household Book of Poetry, un libro muy conocido y ampliamente difundido de los mejores poemas cortos. Aun así en 1885, el propio Dana seleccionó tres de los poemas para que aparecieran en Representative Poems of Living Poets, volumen publicado en 1886.
El estilo periodístico de Dana llegó a ser el estilo de The Sun: simple, fuerte y conciso. No registró teorías del periodismo distintas a las del sentido común y el interés humano. Le impacientaban el detallismo, la hipocresía y los estándares convencionales de importancia periodística. Tres de sus conferencias sobre periodismo se publicaron en 1895 bajo el nombre Art of Newspaper Making (El arte de hacer periódicos).
Editó junto a George Ripley New American Cyclopedia entre 1858 y 1863.
Dana publicó junto a James H. Wilson The Life of Ulysses S. Grant: General of the Armies of the United States (La vida de Ulysses S. Grant: General de los Ejércitos de Estados Unidos) en 1968. También publicó sobre la Guerra Civil sus Recollections of the Civil War (Recuerdos de la Guerra Civil) (1898).
En 1896 fue publicado por Benjamin Tucker una serie de artículos periodísticos suyos de 1849 sobre Pierre-Joseph Proudhon y el Mutualismo. La finalidad de Tucker no era otra que la de exponer el pasado radical de Dana, ya que se había vuelto bastante conservador en los últimos años de su vida, editorializando contra los radicales, los comunistas y el movimiento Plata libre.

## Coleccionistas de arte
Dedicado gran parte de su vida al estudio de las artes, en 1880 construyó una gran residencia en  Nueva York que amuebló con pinturas, tapices y porcelanas chinas. A estas últimas prestó una mayor atención. Un conocedor anónimo elogió el valor histórico y la calidad de los artículos de su colección, señalando que <<no están en el Museo Británico; no están en el Louvre; y están notoriamente ausentes en Dresde>>.